# Кічкіна Альона Миколаївна
Кічкіна Альона Миколаївна (нар. 12 січня 1981, Харків) — сучасна українська художниця, представниця сучасного народного мистецтва.

## Біографія
Кічкіна Альона Миколаївна народилась 12 січня 1981 року у Харкові. Зростала у родині в оточенні бабусі Кічкіної Валентини Іванівни, дідуся Кічкіна Миколи Петровича та мами Кічкіної Ірини Миколаївни.
Від матері — майстера спорту з легкої атлетики та чемпіонки СРСР серед юніорів з багатоборства — успадкувала жагу до перемоги та точність рухів. Але саме бабуся надихнула Альону на художню творчість. Жінка майже усе життя провела у Калмикії і майстерно відтворювала розписи та орнаменти тих країв. Тож після спроб знайти себе у вивчанні мов, психології та міжнародних відносинах, у 25 років Альона остаточно присвятила себе народному мистецтву.
Також на творчість мисткині вплинули викладачі Вакуленко Тамара Олексіївна, Єфіменко Дмитро Вікторович, Вітязь Наталія, Залищук Валерій Васильович і художники Артем Волокітін і Тетяна Маліновська, з якими вона співпрацювала у рамках VM Art Studio[джерело?].

## Освіта
1988—1996 — Роганська школа № 1 (Рогань, Харківська область, Україна)
1996—1998 — Навчально-виховний комплекс № 178 (Харків, Україна)
1998—2001 — Харківський національний університет внутрішніх справ (ХНУВС)
2004—2007 — Факультет міжнародних відносин Міжнародного слов'янського університету
2012—2015 — Факультет художньої графіки Харківського національного педагогічного університету ім Г. С. Сковороди
2002 — Тяньзиньський Технологічний Університет (Тяньдзинь, Китай)
2017—2019 — магістратура Харківської державної академії дизайну та мистецтв

## Творчість
Спочатку працювала з різноманітними техніками народного мистецтва (Петриківський, Жостовский, Тагільський, хохломський розписи, гжель), китайський живопис Гохуа та Гунбі.
Навчалася у Вакуленко Тамари,  Ефіменка Дмитра, Вітязь Наталії. Поступово, за допомогою підходів сучасного мистецтва, почала поєднувати народні техніки з живописом, графікою та символізмом. Таким чином, склався власний стиль мисткині — сучасне народне мистецтво — суміш символічного примітивізму, фолк-модерну та трактування традиційних сюжетів на сучасний манер.
Декілька проектів Альона Кічкіна розробляла та втілювала разом із Тетяною Маліновською.
Головним посилом творчості Альони Кічкіної є перетворення стародавніх, хтонічних традицій на сучасне мистецтво зі збереженням народного духу та глибини.
Створила колекцію хусток в народному стилі.

## Персональні експозиції
- 2017 — Погляд на Традицію, Центр Культури та Мистецтва, Харків, Україна[1]
- 2017 — Мальовничий Вінок, Будинок Вчених Харків, Україна[2]
- 2016 — Птахи та Квіти, Харківський Художній Музей, Харків, Україна[3]
- 2016 — Мальовничо!, Галерея Мистецтво Слобожанщини, Харків, Україна[4]

## Групові експозиції
- 2019 — Greek accent: Ukrainian vision, PurPur Gallery, Греція, Ламія[5]
- 2019 — PassaggioinLaguna, Galleria Art Studio LoretaLarkina, Дорсодуро, Венеція[6]
- 2016 — Ботаніка, галерея Лавра, Київ, Україна
- 2016  – участь в збірній виставці в м. Лутракі (Греція)
- 2016 — Петриківський Календар, Київ, Україна[7]
- 2015 — З Петриківкою у Серці, Київ, Україна[8]
- 2015 — Виставка «0 без палички», Єрмілов Центр, Харків, Україна
- 2015 — участь у виставці баварских художників в «Kulturpavillon Munchen», Німеччина[9]
- 2013 — Всеукраїнська виставка народного мистецтва «Кращий твір року»
- 2013 — Πετρικίβκα — τα χρώματα των παραδόσεων, Афіни, Греція[10]